# Whiteclay Lake
Der Whiteclay Lake ist ein See im Thunder Bay District im Westen der kanadischen Provinz Ontario.
Der Whiteclay Lake liegt im Osten des Wabakimi Provincial Parks. Der langgestreckte See hat eine Länge von 40 km und eine Fläche von 53 km². Er liegt auf einer Höhe von 329 m. 
Der See wird vom Ogoki River fast über seine gesamte Länge von Westen nach Osten durchflossen. 
Der Whiteclay Lake wird üblicherweise per Wasserflugzeug erreicht. Im See werden Glasaugenbarsch und Hecht gefangen.